# Яблонка (Минская область)
Яблонка (бел. Ябланка) — деревня в Велятичском сельсовете, в 35 км на юго-восток от Борисова, в 106 км от Минска.

## История
Известна с 1800 года как застенок, 2 двора, 20 жителей, собственность казны, в пожизненном владении Тышкевича.
В начале XIX столетия здесь были уже местечко и деревня, во владении Корсака.
В войну 1812 местечко было разрушено, а деревня сожжена французскими войсками.
В 1897 году деревня (16 дворов, 134 жителя) и застенок (2 двора, 134 жителя) в Велятичской волости Борисовского уезда.
В 1917 деревня Яблонка Большая (25 дворов, 174 жителя) и Яблонка Малая (2 двора, 13 жителей).